# 白片岩
白片岩（英語：whiteschist）
是一種少見的變質岩，在高壓到超高壓下形成。 它特徵礦物是藍晶石 + 滑石的組合，這造成其為白色的原因。 該名稱是由德國礦物學家和岩石學家 Werner Schreyer於 1973 年命名的
。 這種岩石的形成與泥質岩、蒸發岩，變質玄武岩或長英質侵入岩體的變質有關   。白片岩在 MgO–Fe2O3–Al2O3–SiO2–H2O (MFASH) 系統中形成。 具有這種主要化學成分的岩石非常稀有，大多是經由交代變質作用，去除了各種移動元素所造成的。

### 分佈
現在世界各地的九個造山帶中，已發現白片岩以透鏡體或構造板片的岩體，大小尺度從米到千米。 中非有兩處，一處在塔斯馬尼亞，一處在挪威喀裡多尼德，兩處在阿爾卑斯山，三處在亞洲 .最廣泛的白片岩露頭在 Lufilian Arc - Zambezi Belt 造山帶內。 這個西北-東南走向的地帶延伸約 700 公里。 白片岩與含有直閃石(anthophyllite)-堇青石-藍晶石和石榴石-十字石-藍晶石組合的岩石共生。最初白片岩被認為是變質沉積岩的蒸發岩或膨潤土。 現在已認定白片岩是從原岩為變玄武岩到花崗岩變質產物。

### 形成
白片岩的化學成分很少作為岩石的主要成分出現。 這指出它們只能在其他化學成分已被大規模交代變質作用去除，在強烈改變原始岩石成分的條件下形成。 可去除的移動組分包括Na2O、CaO、K2O、MnO、P2O5、Rb、Ba、Th。 白片岩的另一個特徵是鐵和錳僅以最高的氧化態出現，這指出交代變質作用的流體具有高氧逸度的特徵。 它們形成過程中涉及的主要反應是：
- 鎂-綠泥石+ 石英 → 滑石 + 藍晶石

這反應已被用來定義白片岩組合的穩定性。 
但在一個角閃岩中的變質反應為：
- 金雲母 + 角閃石 + 斜長石 → 藍晶石 + 滑石 + 石英 + Fe（赤鐵礦）+ Na、Ca、K、Mn（流體）

這就指出原始反應 不能完全代表，在高氧逸度條件下，藍晶石 + 滑石組合的完整穩定性範圍。